# Mike Winkelmann
Mike Winkelmann (nacido el 20 de junio de 1981), conocido profesionalmente como Beeple, es un artista digital, diseñador gráfico y animador estadounidense ampliamente conocido por utilizar varios medios en la creación de obras cómicas y fantasmagóricas que hacen comentarios políticos y sociales mientras utiliza figuras de la cultura pop como referencias. Los trabajos de Winkelmann a menudo representan futuros distópicos. Algunas de las obras de Winkelmann se incorporaron a la colección prêt-à-porter Primavera/Verano 2019 de Louis Vuitton. Winkelmann vive en Charleston, Carolina del Sur; está casado y tiene dos hijos.
En marzo de 2021, su obra Todos los días: los primeros 5000 días; un collage de imágenes de su serie "Todos los días" se vendió por el equivalente en criptomoneda, Ethereum, a 69 346 250 de dólares estadounidenses. Esto la convierte en la tercera obra de arte más cara de un artista vivo. Este es el primer token puramente no fungible vendido por la casa de subastas Christie's. Todos los días es el primer NFT que se vende mediante una casa de subastas, y es la primera venta en Christie's que se puede pagar con Ethereum.
El 1 de mayo de 2007 Winkelmann comenzó ‘Everydays’, que implicó la creación de una obra de arte todos los días. Desde entonces, no se ha perdido un día; Winkelmann ha hablado de seguir así incluso el día de su boda y el día del nacimiento de sus hijos. El proyecto está inspirado por Tom Judd, quien hizo un dibujo todos los días durante un año. Winkelmann pensó que era una forma beneficiosa de perfeccionar sus habilidades de dibujo. En los años siguientes, se centró en una habilidad o medio por año, incluido Adobe Illustrator en 2012 y Cinema 4D en 2015.
En octubre de 2020 Winkelmann comenzó a vender tokens no fungibles; representaciones digitales de arte cuya propiedad se verifica mediante una cadena de bloques, en Nifty Gateway. La obra ‘Crossroads’, se vendió por 66 666.66 y fue revendida por 6.6 millones de dólares en febrero de 2021. Su colección Everydays: The 2020 Collection, compuesta por veinte pinturas subastada por Nifty Gateway fue adquirida por el dúo Metapurse por un valor de 2,2 millones de dólares.